# DJ Wich
DJ Wich, vlastním jménem Tomáš Pechlák (* 9. června 1978 v Praze), je hudební producent a DJ česko-slovenské hip-hopové scény. DJingu se začal věnovat v roce 1998.

## Historie
V roce 1993 se seznámil s Indym a LA4, kdy spolu začínali všichni na pražské graffiti scéně. V roce 1998 vznikla skupina Indy & Wich, kde Indy působil jako rapper a on sám jako producent. Často spolupracovali s rapperem LA4, který se objevoval i na jejich vystoupeních.
V roce 2002 bylo vydáno album My 3. Album Hádej kdo... bylo nominováno na cenu Anděl 2006. O rok později bylo vydána ve spolupráci s Nironicem deska The Chronicles of Nomad.
V roce 2008 vydal producentskou desku The Golden Touch, na které se objevili zahraniční hosté jako Lil Wayne, Talib Kweli, M.O.P, Kurupt, Raekwon a další.
Jeho produkce se objevují na albech předních česko-slovenských rapperů.[ujasnit]
Vytvořil hudbu k filmům Gympl, Ulovit miliardáře a Vyšehrad[zdroj?].

## Ocenění
- 2001 – Cena Anděl – DJ roku
- 2002 – Dance Music Awards – My3 – Nejlepší album roku
- 2004 – Hudební ceny Óčka – Time Is Now – Nejlepší Hip Hop/R’N'B album roku
- 2004, 2005, 2006, 2007, 2008 – Žebřík Music Awards – DJ roku
- 2013 – Youtube awards – cena za nejvíc odběratelů v kategorii hudba
- 2013 – Ruka Hore awards – DJ roku
- 2014 – Ruka Hore awards – DJ roku a producent roku
- 2015 – Ruka Hore awards – DJ roku a producent roku
- 2016 – Ruka Hore awards – producent roku
- 2016 – SK/CZ Billboard music awards – rnb/hip hop album roku

## Diskografie
- 2000 Indy & Wich ft. Orion, LA4 – Pohyb Nehybnyho / Indyvidual (12" vinyl singl)
- 2001 Indy & Wich / PSH – Cesta Štrýtu / Hlasuju proti (12" vinyl singl)
- 2001 PSH – Repertoar
- 2002 Indy & Wich – My3 (CD, 2LP vinyl, 1LP instrumental vinyl)
- 2003 Indy & Wich – Ještě pořád (vinyl, cd)
- 2004 DJ Wich – Time Is Now (CD, 3x LP vinyl)
- 2004 DJ Wich – Work Affair mixtape
- 2006 Indy & Wich – Hádej Kdo…
- 2007 DJ Wich presents Nironic: The Chronicles of a Nomad
- 2008 DJ Wich – The Yearbook mixtape
- 2008 DJ Wich – The Golden Touch
- 2009 DJ Wich & Hi-Def – Human Writes
- 2010 DJ Wich & Rasco are The Untouchables – Al Capone’s Vault
- 2011 DJ Wich & Nironic – Nomad 2 (The Long Way Home)
- 2012 DJ Wich & Ektor – Tetris
- 2013 DJ Wich – Yearbook 2013 mixtape
- 2014 DJ Wich & LA4 – Panorama (CD, 2x vinyl)
- 2016 DJ Wich – Veni Vidi Wich (prosinec 2016)
- 2018 DJ Wich & Lvcas Dope – Diamant
- 2019 DJ Wich – JAKO RYBA VE VODĚ (4. prosince 2019)
- 2020 DJ Wich & Paulie Garand - Mezi prsty (20. května 2020)
- 2021 DJ Wich & Maniak - Černej kůň (12. července 2021)
- 2022 DJ Wich & Rest - Tlak (25. listopadu 2022)
- 2023 DJ Wich - Cestovní horečka 01: Paris (2023)
- 2023 DJ Wich - Cestovní horečka 02: Barcelona (2023)
- 2023 DJ Wich - Cestovní horečka 03: Rome (2023)
- 2023 DJ Wich - Cestovní horečka 04: Oslo (2023)
- 2023 DJ Wich - Cestovní horečka 05: Lisbon (2023)
- 2023 DJ Wich - Cestovní horečka 06: Tokyoto (2023)
- 2023 DJ Wich - Cestovní horečka 07: French Polynesia (2023)
- 2024 DJ Wich - Cestovní horečka 08: New York (2024)
- 2024 DJ Wich - Cestovní horečka 09: Rio de Janeiro (2024)
- 2024 DJ Wich - Cestovní horečka 10: Australia (2024)
- 2024 DJ Wich - Cestovní horečka 11: Havana (2024)